# Monache minime
Le minime sono una congregazione monastica di diritto pontificio.

## Storia

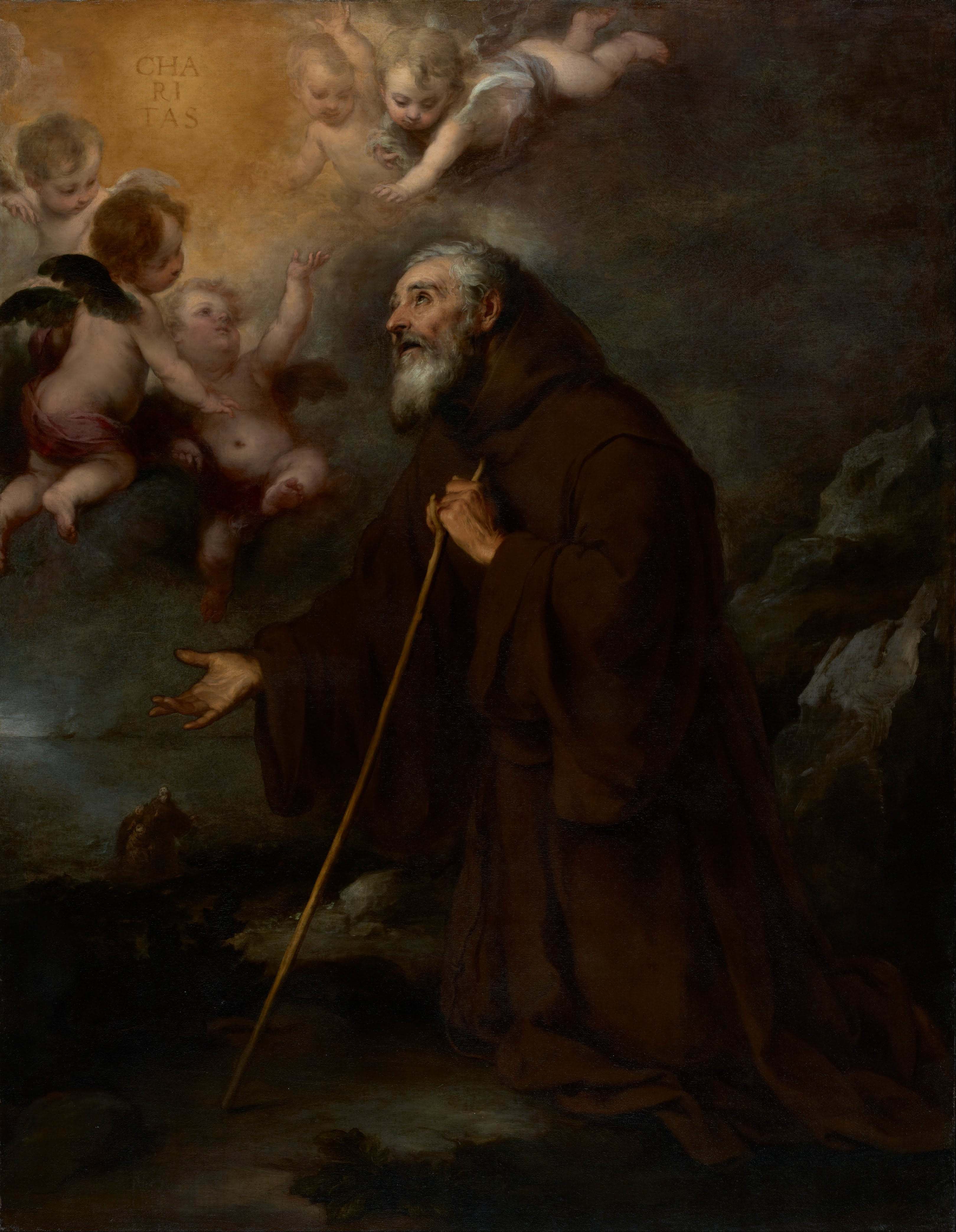
San Francesco da Paola in un dipinto di Bartolomé Esteban Murillo

Le origini del secondo ordine dei minimi risalgono alla comunità di donne riunita ad Andújar da Pedro de Lucena Olid, già oratore di Ferdinando II d'Aragona alla corte di Francia. Francesco da Paola nel 1489 inviò loro una lettera incoraggiandole nel loro progetto di fondare un monastero.
Inizialmente le monache di Andújar adottarono la regola del terz'ordine, poi chiesero a Francesco di dare loro una regola propria e di inserirle, anche giuridicamente, nell'Ordine dei Minimi. La regola che il fondatore preparò per le monache, sostanzialmente identica a quella dei frati, fu approvata da papa Giulio II con la bolla Inter caeteros del 28 luglio 1506.
La diffusione dei monasteri di minime fu lenta e piuttosto limitata rispetto a quella del ramo maschile: durante il Cinquecento vennero fondati, oltre ad Andújar, le comunità di Jerez de la Frontera (1524), Palermo (1532), Cordova (1535), Lecce (1542), Fuentes de León (1548), Archidona (1551), Loja (1559), Baeza (1561) e Siviglia (1593); nel secolo successivo sorsero solo i monasteri di Antequera (1601), Abbeville (1621), Barcellona (1623), Daimiel (1627), Soissons (1655) e Valls (1682); durante il Settecento furono fondate solo le case di Roma, Messina e Marsiglia.
I nove monasteri spagnoli sopravvissuti alle soppressioni e alle devastazioni dei decenni precedenti nel 1956 si riunirono in una confederazione, alla quale aderirono poi anche i due monasteri italiani di Roma (trasferito a Grottaferrata) e Todi.
Le costituzioni delle monache minime, aggiornate dopo il Concilio Vaticano II, sono state approvate nel 1971.

## Attività e diffusione
Le monache minime sono soggette alla clausura e sono dedite alla vita contemplativa. Come i frati, emettono un voto di vita quaresimale.
Oltre che in Spagna e Italia, sono stati eretti monasteri di minime nelle Filippine e in Messico.
Alla fine del 2011, i monasteri di minime erano 12 e le religiose 107.